# Peralejos de las Truchas (kommunhuvudort)
Peralejos de las Truchas är en kommunhuvudort i Spanien.   Den ligger i provinsen Provincia de Guadalajara och regionen Kastilien-La Mancha, i den centrala delen av landet, 150 km öster om huvudstaden Madrid. Peralejos de las Truchas ligger 1 190 meter över havet och antalet invånare är 167.
Terrängen runt Peralejos de las Truchas är huvudsakligen kuperad, men åt sydväst är den platt. Peralejos de las Truchas ligger nere i en dal. Runt Peralejos de las Truchas är det mycket glesbefolkat, med 2 invånare per kvadratkilometer. Närmaste större samhälle är Beteta, 14,2 km väster om Peralejos de las Truchas. 